# Зборовски замак
49° 21′ 33″ N 21° 18′ 27″ E / 49.35917° С; 21.30750° И
Зборовски замак (слч. Zborovský hrad) или Маковица је замак у Словачкој, која се налази крај истоименог села у Прешовском крају на североистоку земље. Подигнут је у XIII веку у готском стилу на основама старијег утврђења. Уништен је 1684. године и од тада се налази у рушевинама. Смештен је на врху шумовитог брда Ондавске врховине, на надморској висини од 474 метра.